# 白三烯A4
白三烯A4（英語：Leukotriene A4）是一种白三烯。
白三烯A4水解酶可将其水解为白三烯B4，白三烯C4合酶可将其与谷胱甘肽结合生成白三烯C4。